# Francesco de Pozzo

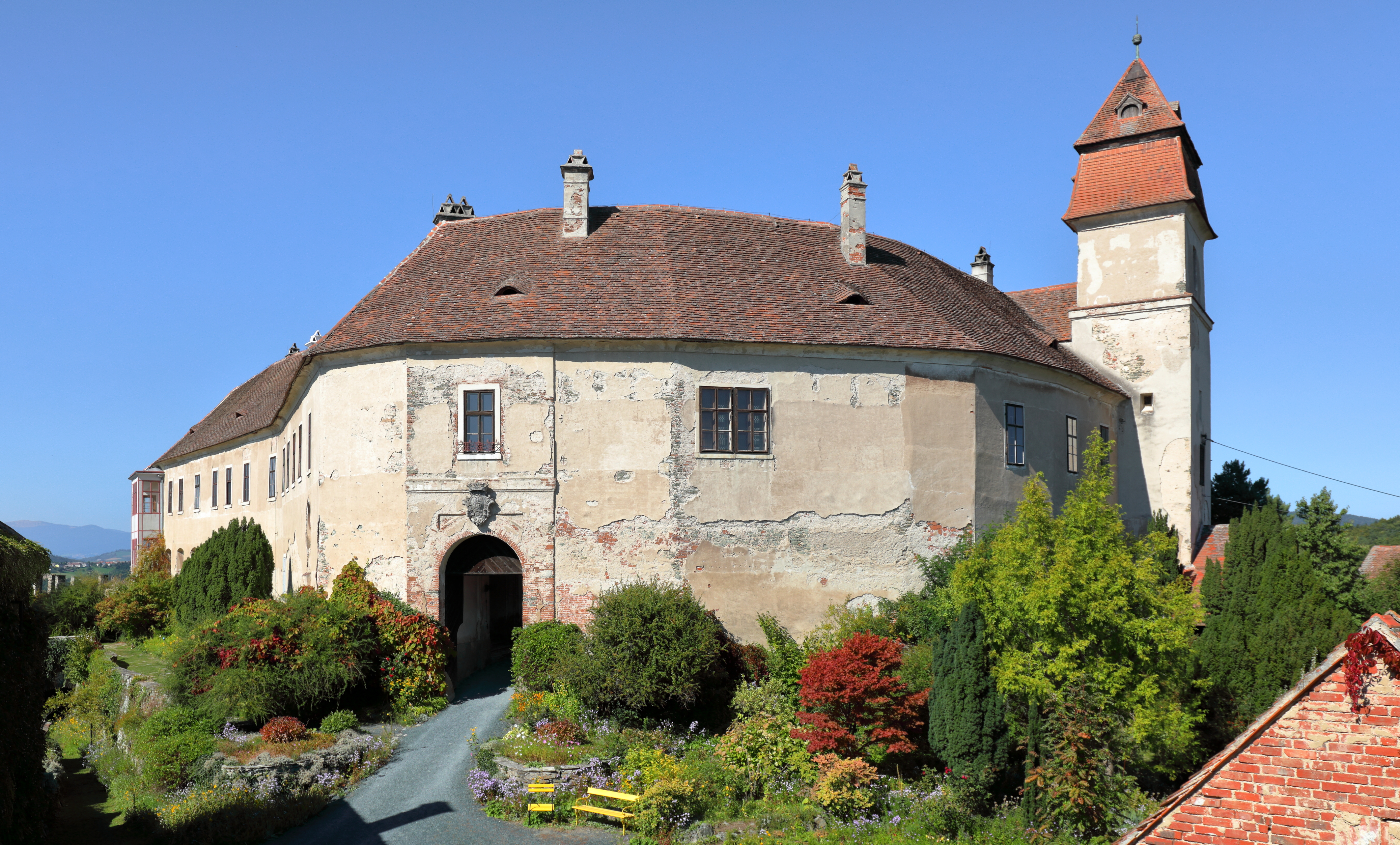
1546 Burg Bernstein

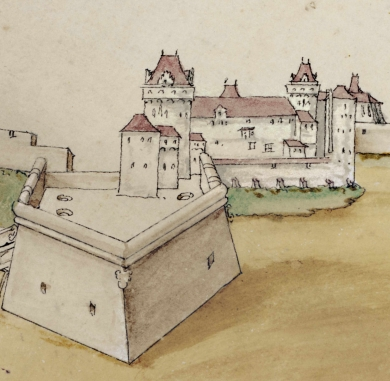
1547 Burgbastei Augustin Hirschvogel

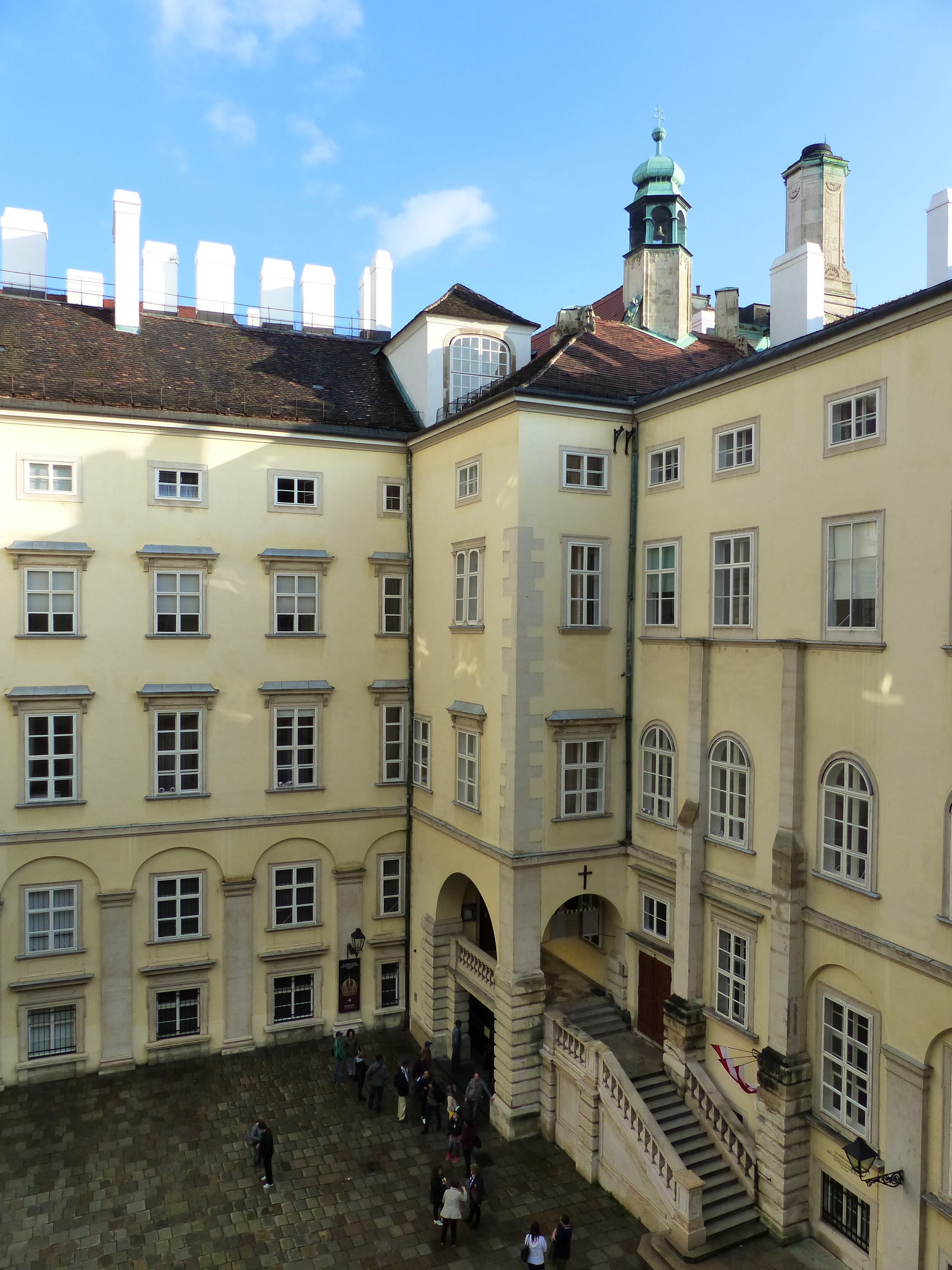
1549 Eingang zur Alten Burg mit mehrgeschossigem Treppenturm, Stiege zur Hofburgkapelle

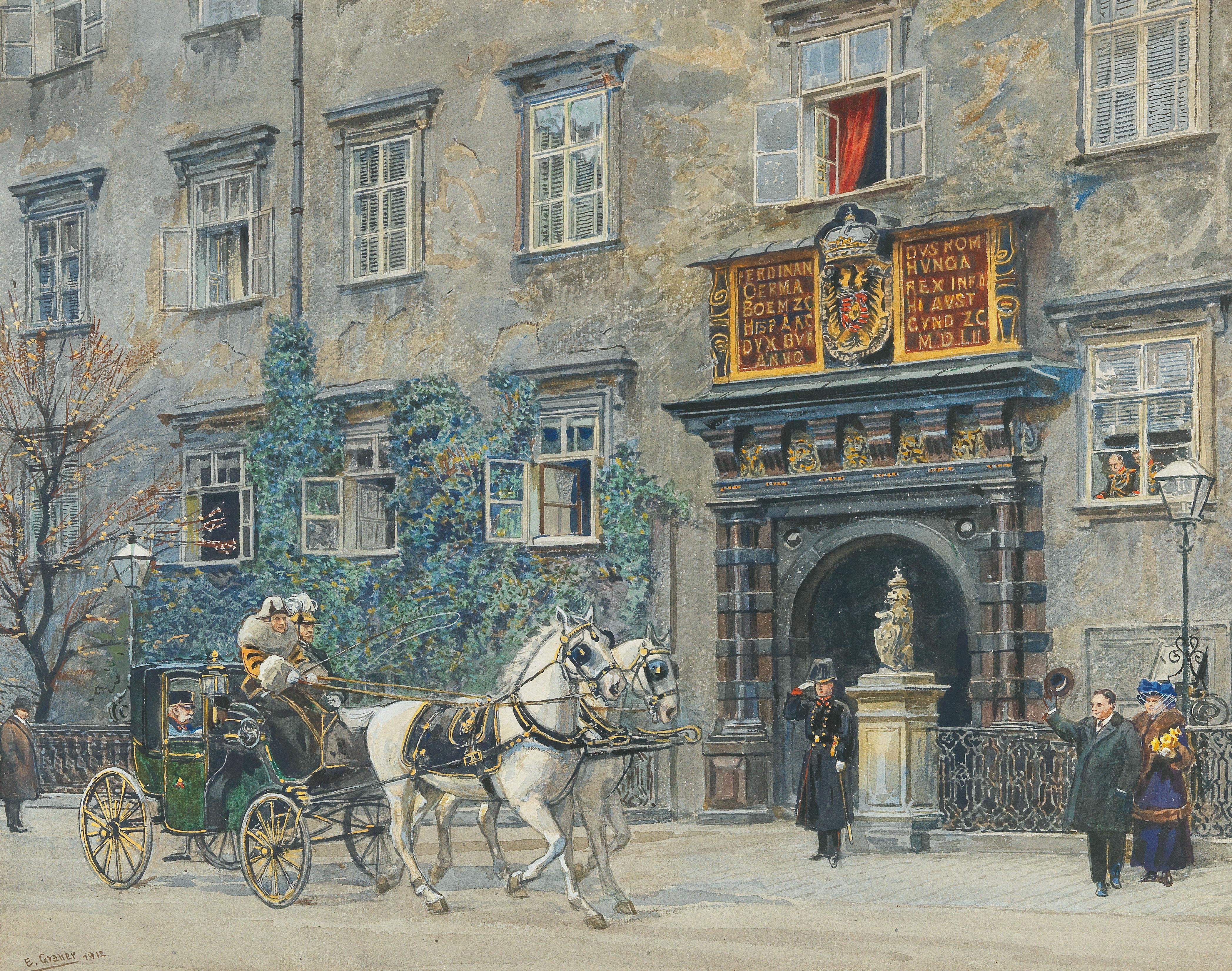
1552/53 Schweizertor Gemälde Ernst Graner

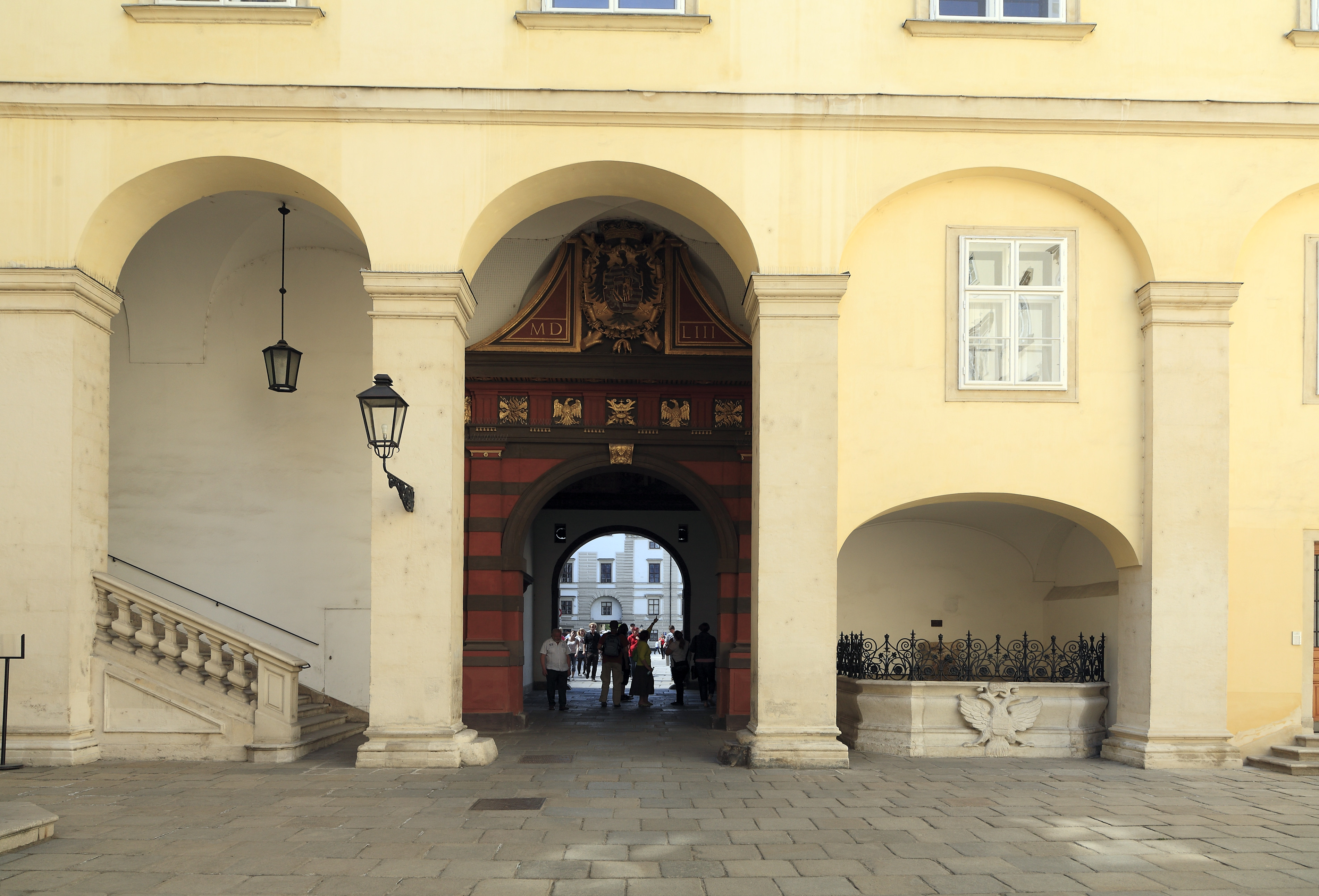
1549 Gewaltige Säulen der Alten Burg

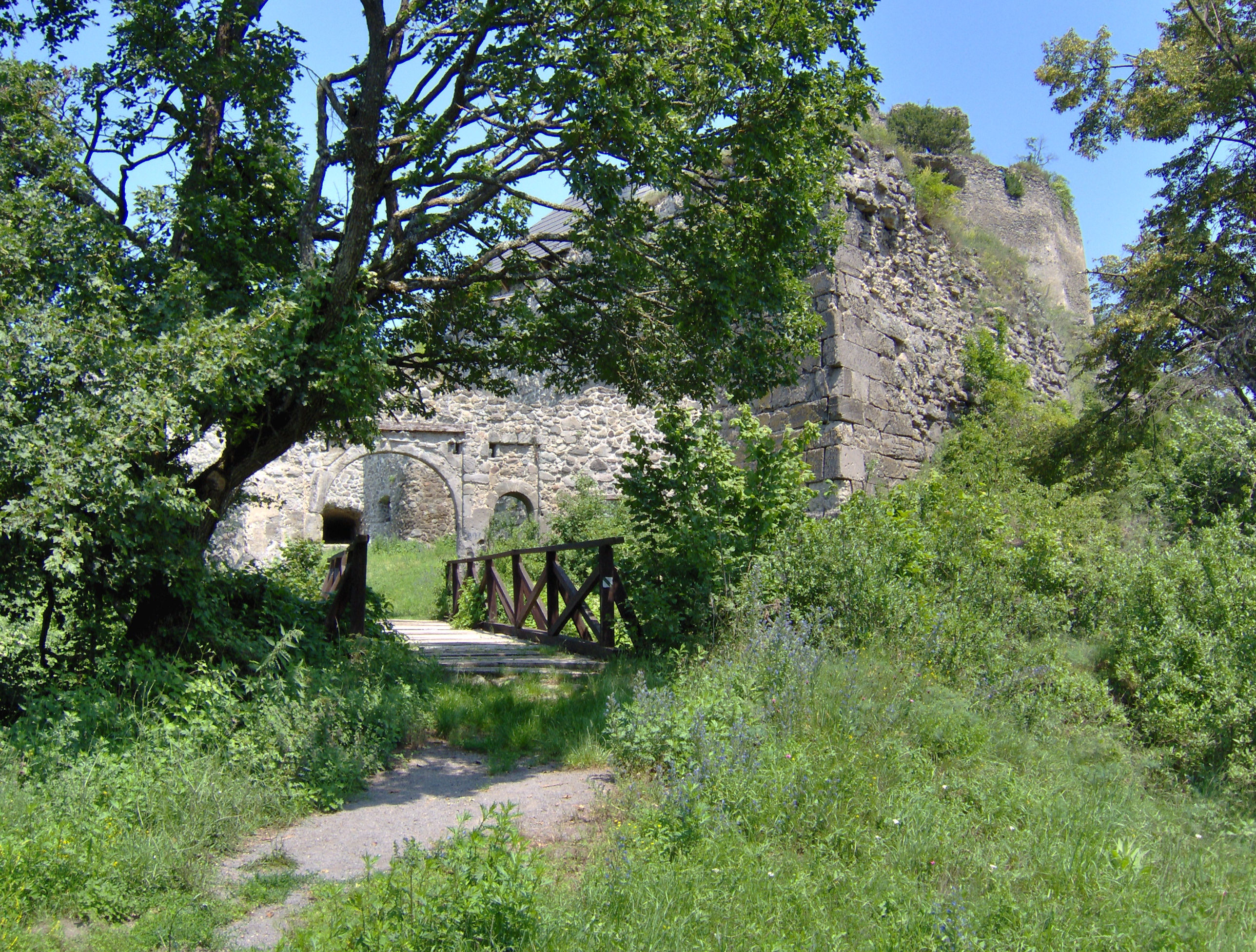
Renaissancetor der mittelalterlichen Burg Čabraď, Slowakei

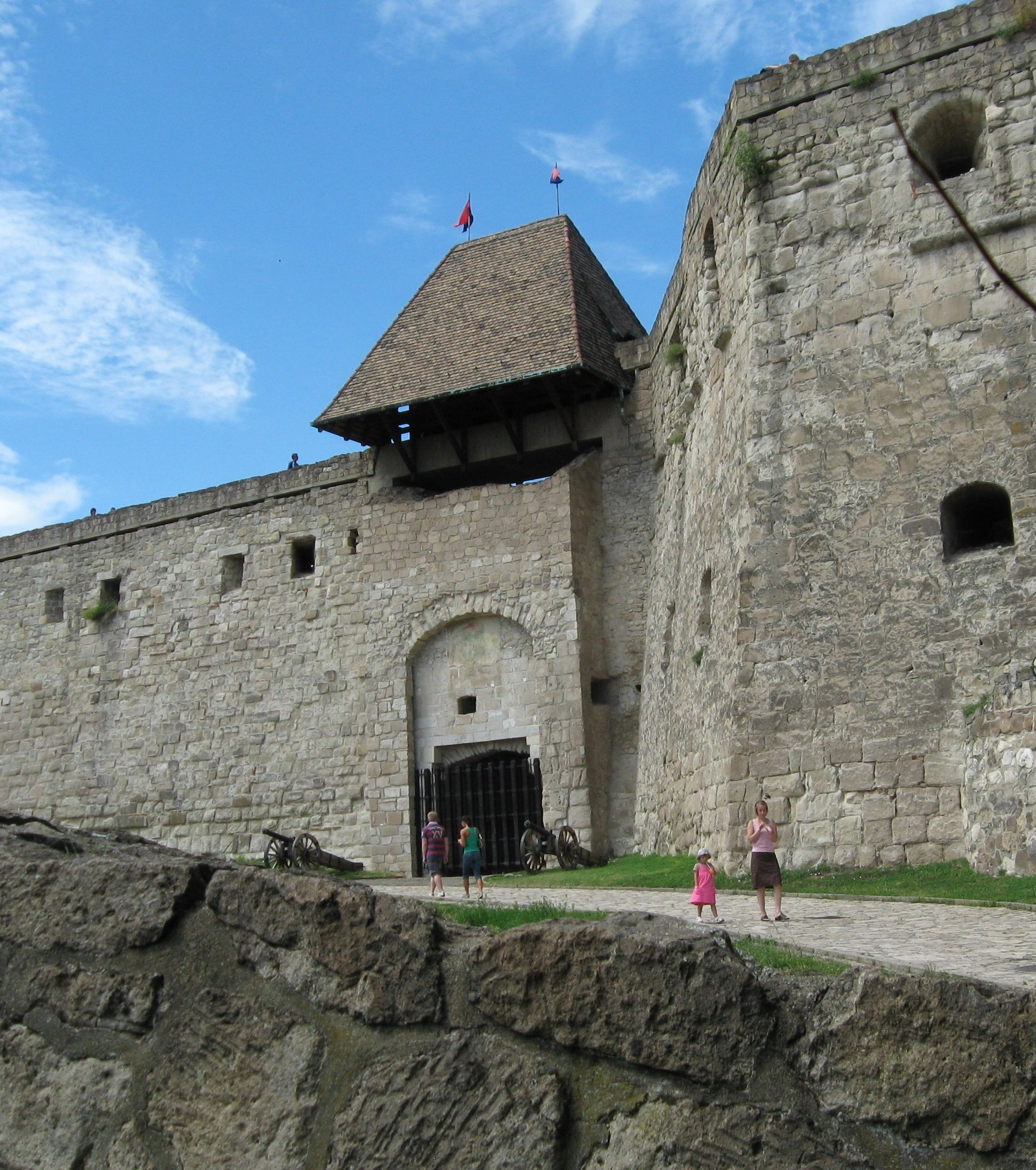
Burg Eger, Ungarn

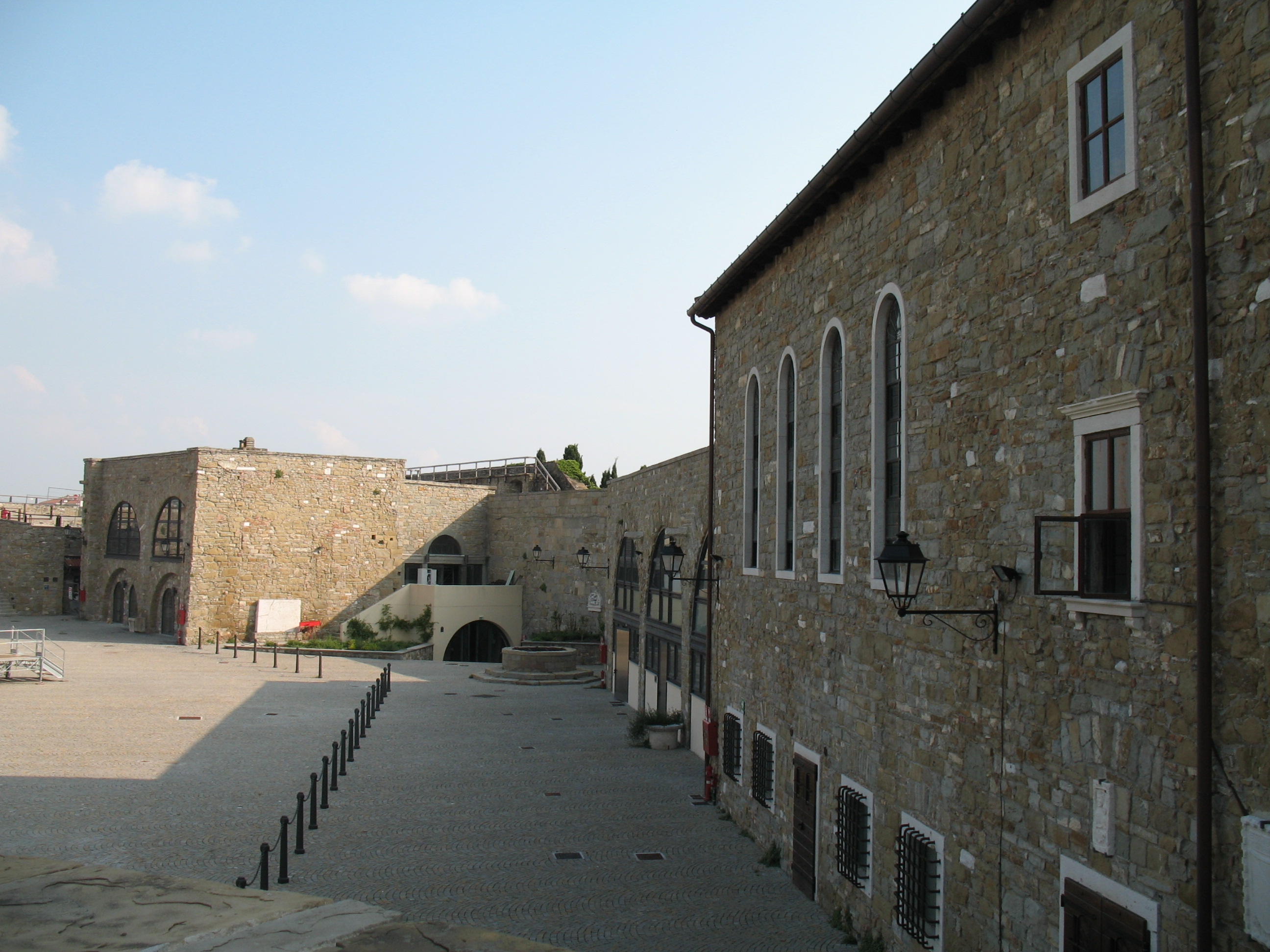
Burg San Giusto in Triest

Francesco de Pozzo (* 1501/02 in Mailand; † vor dem 18. Mai 1560 in Wien) war ein kaiserlicher Architekt der Renaissance, Festungsbaumeister und Inspektor der Wiener Befestigungen.

## Leben

### Familie
Francesco Pozzo war verheiratet, seine Witwe erhielt 1560 ausständige Zahlungen von Ferdinand I. Er war wohl mit den Brüdern Antonius und Bernhard Pozzo verwandt.
Franciscus Pozzo war unter Ferdinand I. kaiserlicher Baumeister und im November 1556 wurde er Reichsritter.

## Werke

### Befestigungen

#### Burg Győr und Komárom, Ungarn
Die Aufzeichnungen des Oberbefehlshabers Leonhard Freiherr von Vels dokumentieren in den Jahren 1543–1545 den Architekten Francesco de Pozzo für die beiden Befestigungsanlagen in Győr und Komarom.

#### Burg Bernstein, Burgenland
Die Pläne für die äußere Ringmauer und die Basteien der Burg Bernstein schuf Francesco Pozzo, er blieb bis 1548, die Arbeiten dauerten bis 1590.

#### Burg Čabraď, Slowakei
Das dritte Tor als ein wichtiger Bestandteil der Renaissance-Burg Čabraď wurde nach 1549 vom italienischen Baumeister Francesco de Pozzo geschaffen.

#### Burg Eger, Ungarn
Nach 1552 wurde die Burg Eger durch den Bau der Kasematten von italienischen Baumeistern, darunter auch Francesco de Pozzo, verstärkt.

### Ausbau der Wiener Stadtmauer

#### Dominikaner-, Löbel-, Augustinerbastei
Francesco Pozzo stand seit etwa 1538 im Dienst König Ferdinands I.
1544 erfolgte der Bau der ersten Bastionen, ein Befestigungswerk bei der Dominikanerkirche, damals auch Predigerbastei. Pozzo war neben Domenico dell’Allio der zweite Baumeister der Dominikanerbastei. Er überwachte den Aufbau der Bastei samt der „Katz“ über zwei Jahre, wofür er 60 ungarische Gulden in Gold erhielt. Drei Jahre danach beim Bau der Löbel-Bastei beteiligt.
- Vom 16. März 1551 gibt es einen Bericht über die Erneuerung von Stützpfeilern am großen Gewölbe zwischen den Kasematten an der Bastei hinter dem Augustinerkloster nach Plänen Francesco de Pozzos. Dabei wirkten die Steinmetze Benedikt Kölbl, Bonifaz Wolmuet mit.[12]
- Pläne von den Sanierungsvorschlägen sind im Wiener Stadt- und Landesarchiv dokumentiert.[13]

##### Im Augustinerkloster wohnen
Räumlichkeiten im Kloster wurden zur Unterbringung von Künstlern benutzt, die nach Wien berufen wurden und nicht direkt in der Alten Burg eine Wohnmöglichkeit zur Verfügung gestellt bekamen, aber doch sehr nah sein sollten. Architekt Francesco Pozzo beantragte im Frühling 1547 die Zuteilung eines Zimmers im Augustinerkloster.

### Burg Schmida, Niederösterreich
Schloss Schmida wurde zuletzt 1529 von den Türken zerstört. 1548 sind Renaissanceumbauten, die Errichtung eines Turms anstatt der alten Nikolaikapelle, durch Francesco de Pozzo nachweisbar.

### Alte Hofburg Wien Treppenturm
Der renovierte Schweizerhof benötigte einen zeitgemäßen Eingang, den Hofarchitekt Francesco de Pozzo 1549–1554 in Form eines mehrgeschoßigen Treppenturms vor der Fassade der Hofburgkapelle errichtete. Die Stützpfeiler haben sich bis heute erhalten. Das Treppenhaus ist in einem Bestandsplan von 1724 dokumentiert.

### Triumphportal Ferdinands I.
Pozzo wollte die alte Burg an der Seite zum Burghof hin, mit monumentalen Säulen gliedern. Hermes Schallautzer und Sigmund de Preda stimmten dem zu. Benedikt Kölbl und Bonifaz Wolmuet meinten, dass der Bau dadurch unansehnlich werde. Am 13. Oktober 1549 entschied Ferdinand I. im Sinne Pozos, 3 Jahre danach war der Bau abgeschlossen. Als Künstler für das Burgtor sind Francesco de Pozzo, Pietro Ferrabosco, der für die Malereien bezahlt wurde, und Hans Tscherte zu nennen.

### Wiederaufbauarbeiten im habsburgischen–osmanischen Grenzbereich
1550 war er in Brünn, und 1553 bat er den König um Lohnerhöhung oder um eine Versetzung nach Görz und Triest, wo er dann auch hinging. 1556 war er mit Ferrabosco in Tyrnau, um Gebäude anzusehen. Für 1557 liegt ein Bericht über Besichtigungen in Görz, Triest und Gradisca vor.

#### Alba Iulia, Siebenbürger
Während der Verwaltung durch die österreichischen Truppen von 1551–1556 wurden die vier Ecken der Alten Burg in Alba Iulia, mit Basteien im italienischen Stil versehen. Das erfolgte unter der Aufsicht einiger Architekten aus Italien, dem Herkunftsland des Basteiensystems. u. a. Francesco de Pozzo.

#### Burg San Giusto in Triest
1546 schrieb Francesco de Pozo an Ferdinand I., dass er von den niederösterreichischen Kammerräten zum Castello di San Giusto in Triest beordert wurde, möchte aber sofort nach seiner Rückkehr das Modell der Basteien beim Kärntnertor „mit Fleiß“ vollbringen.

#### Kasematten Wiener Neustadt, Niederösterreich
Die Kasematten in Wiener Neustadt wurden 1551 bis 1557 unter Leitung des Baumeisters Johann Tscherte, mit Francesco de Pozzo und Sigmund de Prato Veteri umbebaut.